# Premières Nations Matawa
Les Premières Nations Matawa (Matawa First Nations en anglais et ᒫᑕᐙ ou maadawaa en ojibwé) sont un conseil tribal comprenant des Premières Nations ojibwées et cries du Nord de l'Ontario au Canada.

## Premières Nations membres
- Première Nation d'Aroland
- Première Nation de Constance Lake
- Première Nation d'Eabametoong
- Première Nation de Ginoogaming (en)
- Première Nation de Long Lake 58 (en)
- Première Nation de Marten Falls
- Première Nation de Neskantaga
- Première Nation de Nibinamik
- Première Nation de Webequie